# Diplusodon hexander
Diplusodon hexander är en fackelblomsväxtart som beskrevs av Dc.. Diplusodon hexander ingår i släktet Diplusodon och familjen fackelblomsväxter. Inga underarter finns listade i Catalogue of Life.